# یهزکل چازوم
یهزکل چازوم یا یهزکل هازوم (به عبری: יחזקאל חזום) متولد ۱۹۴۷، بازیکن سابق فوتبال اهل اسرائیل است.

## دوران حرفه‌ای
چازوم برای تیم هاپوئل تل‌آویو در ۳۲۴ مسابقه ۹۷ گل زد.

## دوران ملی
وی یکی از بازیکنان تیم ملی فوتبال اسرائیل در جام جهانی ۱۹۷۰ بود. وی سابقه ۵ بازی ملی برای اسرائیل را دارد.